# Шарове скупчення метану

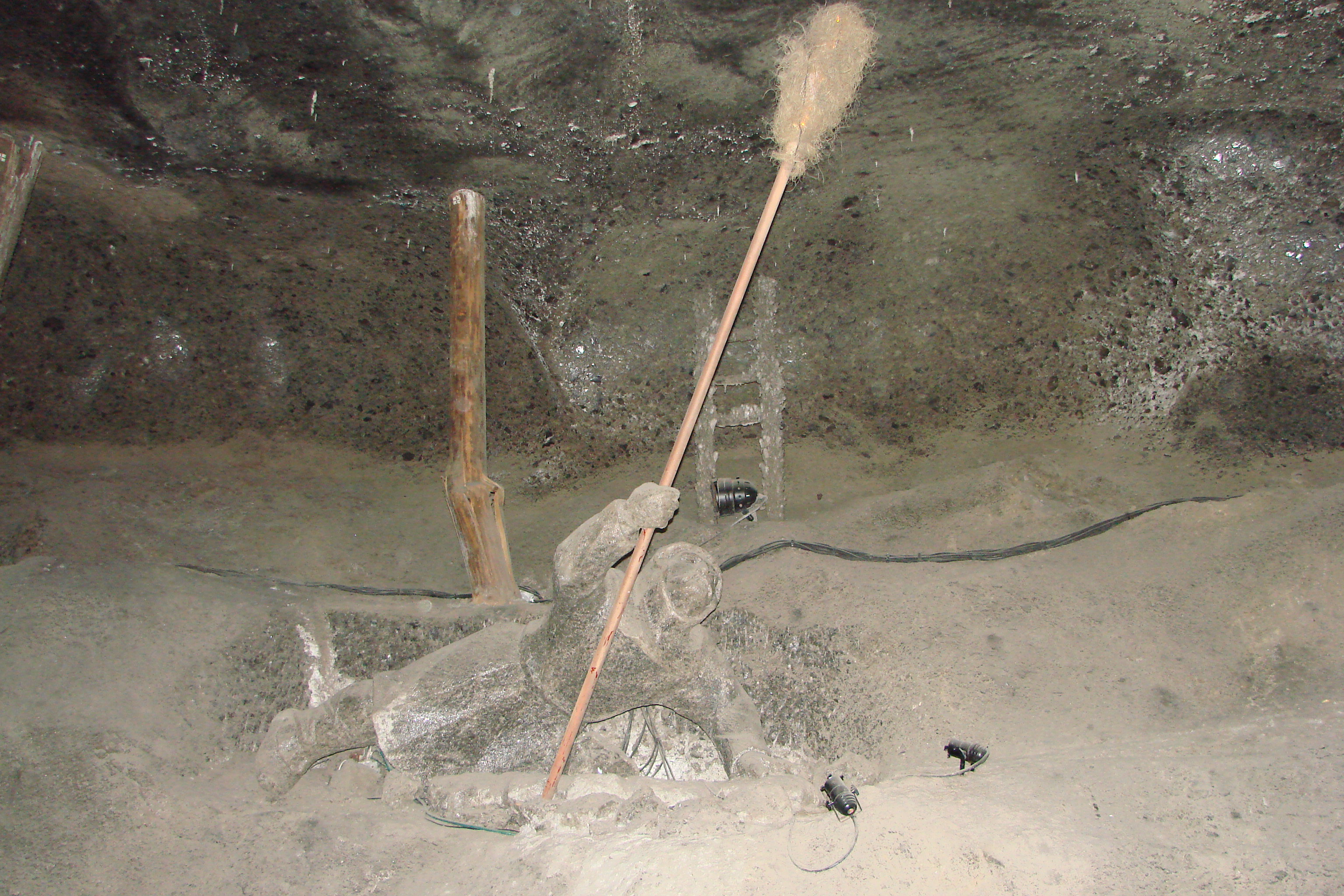
Випалювання шарових скупчень метану «покутниками». Композиція в соляній шахті "Величка" (Польща).

Шарове скупчення метану (рос. слоевое скопление метана, англ. methane layering accumulation, methane layering build-up; нім. Methanschichtenansammlung f) – відносно протяжна область поблизу покрівлі виробки з підвищеним вмістом метану. Довжина шару метану вздовж виробки може бути до 240-270 м (в сер. дек. десятків м); товщина 10-25 см, до 50-70 см; вміст метану в шарі 90-100%. Ш.с.м. часто є причиною вибухів метану в шахтах. Утворюється при появі зосереджених (суфлярних) і розосереджених по поверхні виробки джерел метану, при малій швидкості повітря у виробці (менше за 0,5 м/с), коли надходження метану в підпокрівельний прос-тір перевищує його винос. Частіше зустрічаються у високих виробках. Руйнують Ш.с.м. шляхом збільшення швидкості повітря у виробці, установки похилих щитів під кутом 45о назустріч осн. потоку повітря у верх. частині виробки на всю її ширину через кожні 3 м по довжині; застосуванням вихрових трубопроводів, які розташовуються у верхній частині виробки; вентиляції підпокрівельного простору. У давнину шарові скупчення метану випалювали спеціальні гірники – так звані «покутники», що було вельми небезпечним, так як супроводжувалося спалахами метану, а інколи і локальними вибухами. 